# Eryngium amorginum
Eryngium amorginum là một loài thực vật có hoa trong họ Hoa tán. Loài này được Rech.f. mô tả khoa học đầu tiên năm 1934.